# Tritagonista
En la literatura, el tritagonista és el tercer personatge més important de la narració, després del protagonista i deuteragonista. En el teatre grec antic, el tritagonista va ser el tercer membre de la colla d'actors.
Com personatge, un tritagonista pot actuar com a impulsor o causant dels sofriments del protagonista. Tot i ser el personatge menys simpàtic del drama, ocasiona les situacions que exciten la pietat i la simpatia pel protagonista 
:451
La part del tritagonista va sorgir de les primeres formes de drama de dos actors. En haver-hi dos actors només es permet un personatge principal i el seu adversari. Movent la part de l'adversari a un tercer actor (el tritagonista) es permet al segon actor (el deuteragonista) a tenir un paper com a confident o col·laborador del personatge principal i, per tant, obtenir una major profunditat de personatge del protagonista, per poder aquest últim expressar els seus sentiments i motivacions a un oient a l'escenari:451 Com l'antic teatre grec les recitacions eren en part melòdiques, el paper del tritagonista típic, havia d'anar a l'artista amb una veu en el rang baix (mentre el protagonista era tenor i baríton el deuteragonista):172. Ciceró en Divinatio in Caecilium, informà que el tritagonista (per ser un paper de menor importància que el protagonista) sovint havia de sotmetre la seva veu si era naturalment més forta que la del protagonista
Notables actors grecs que va treballar en aquest paper inclouen Èsquines l'orador, que va acusat pel seu rival polític Demóstenes d'haver actuat sense talent com tritagonista,:175 i Minisc, que va ser tritagonista per al dramaturg Èsquil:195
En algunes formes de teatre grec era tradicional que el tritagonista hi entrés a l'escenari per l'esquerra:404